# Sep Visser
Pour les articles homonymes, voir Visser.
Pas d'image ? Cliquez ici

a Compétitions nationales et continentales officielles uniquement.

b Matchs officiels uniquement.
Dernière mise à jour le 23 mars 2013.
Sep Visser, né le 14 décembre 1990 à Zeewolde (Pays-Bas), est un joueur néerlandais de rugby à XV évoluant au poste d'ailier. Il joue avec l'équipe d'Édimbourg Rugby depuis 2011 et avec l’équipe nationale des Pays-Bas.

## Biographie
En novembre 2009, il est sélectionné avec l'équipe XV Europe pour affronter les Barbarians français  au Stade Roi Baudouin à Bruxelles à l'occasion du 75e anniversaire de la FIRA – Association européenne de rugby. Les Baa-Baas l'emportent 26 à 39.
Sep Visser évolue aux Pays-Bas dans le club de RC Hilversum, le club où a évolué son père et son frère, Tim. Il rejoint l'Académie de rugby des Newcastle Falcons et évolue avec l'équipe de jeunes. Puis il évolue en National Division 1 avec le Tynedale RFC pendant une saison. Il rejoint le club d'Édimbourg Rugby en 2011. Son frère, Tim Visser, avait rejoint l'équipe d'Édimbourg en 2009. Leur père Marc a été le capitaine de l'équipe des Pays-Bas plusieurs fois dans une carrière de 15 ans pour un total de 67 sélections. Sep Visser débute quatre rencontres du Pro12 en 2012.